# جعفر شجونی
جعفر جوادشجونی (۱۳۱۱ فومن–۱۶ آبان ۱۳۹۵ تهران) روحانی ایرانی و عضو شورای مرکزی جامعه روحانیت مبارز بود.
او بنابه گفته خود، از همراهان سید مجتبی نواب صفوی (رهبر تشکیلات جمعیت فدائیان اسلام) در دوران مبارزه با نظام پهلوی بوده‌است. وی پس از انقلاب مسئول اداره کاخ شمس پهلوی و نماینده کرج در دوره نخست مجلس شورای اسلامی و به گفته خودش از بازجویان زندان اوین بوده‌است. در دوران دولت اول محمود احمدی‌نژاد از حامیان وی به‌شمار می‌رفت. او سابقاً رئیس جامعه وعاظ تهران بود که منجر به انشعاب جامعه وعاظ ولایی شد.

## ماجرای اموال کاخ مروارید
وی در جریان غارت و فروش اموال کاخ مروارید متعلق به شمس پهلوی در مهرشهر کرج، با اتهاماتی مواجه شد به گونه‌ای که خبرگزاری‌های خارجی عکسی از او منتشر کردند در وضعیتی که یک لباس خواب را در حراجی کاخ مروارید سر دست گرفته تا بفروشد.

وی در پاسخ به این اتهامات چنین می‌گوید: 
«وقتی که حکم امام به دستم رسید و برای بررسی به کاخ‌ها رفتیم، دیدیم تمام شیشه‌های بزرگ شکسته شده و دزدها کاخ را غارت کرده بودند. تنها جعبه‌ها و چمدانهای خالی، مقداری لباس (شلوارهای لی و لباسهای مردانه و زنانه) که غالباً مال کارگرهای کاخ بود مانده بود. چند سگ به جای مانده بود که فقط فیله می‌خوردند و ما پول نداشتیم که به آن‌ها بدهیم. مسؤولین شورای اداره کاخ تصمیم گرفتند که برای جلوگیری از اتلاف بیت‌المال تعدادی گلدان، چند سگ و چند دست لباس باقی‌مانده را حراج کنند و بفروشند. این اموال به قیمت هفتصدهزار تومان فروخته شد. خدا شاهد است که در آن زمان سی و پنج هزار تومان از جیب خودم که خرج خانواده‌ام بود و آنوقت این مبلغ خیلی عزیز بود را برای خدا خرج کردم.
در حضور مسوولین دو گاو صندوق را شکافتیم. خدا شاهد است که به قدر دویست تومان در گاو صندوقها نبود که بتوانیم مزد کلید ساز را بدهیم. یک بار یکی از پاسدارها به من گفت: حاج آقا شما که نماینده امام هستید به ما مقداری پول برسانید والا مجبورم که اسلحه‌ام را در کردستان بفروشم. بنیاد مستضعفان هم بارها گفته بود که ما دو سه تا دویست و پنجاه هزار تومان به آقای شجونی دادیم که ایشان مصرف نکرد و به ما برگرداند.

این یک نقطه ضعفی برای روزنامه‌ها بود که بیکار و بی عار بودند و از این چیزها می‌نوشتند. بنده ادعا می‌کنم که خوشنام‌ترین روحانی هستم و به قدر یک هزار تومان به این جمهوری اسلامی ناخنک نزده‌ام.»

## مواضع سیاسی

### انتخابات ریاست جمهوری دهم و پیامدهای آن
شجونی از حامیان محمود احمدی‌نژاد به‌شمار می‌رفت. وی در زمینه دهمین انتخابات ریاست جمهوری گفت: «مهندس موسوی فقط می‌تواند آرا زنان خیابانی را جذب کند.».
شجونی در ۲۱ آذر ۱۳۸۸ در تجمعی که در مدرسهٔ مروی و تحت عنوان اعتراض به پاره کردن عکس سید روح‌الله خمینی برگزار شد به افرادی که آن‌ها را «دشمنان جنایتکار انقلاب» خواند هشدار داد که «اگر آقا لب تر کند خرخره‌شان را می‌جویم».
وی همچنین در تاریخ ۱۰ بهمن ۱۳۸۸ در یک برنامهٔ تلویزیونی در صداوسیما، خواستار محاکمه سران جنبش سبز شد. او روزنامه‌نگاران و فعالان سیاسی مخالف دولت را «جاسوس غرب» نامید. وی در این برنامه خود را منبری اوین معرفی کرد.

### در مورد عملکرد احمدی‌نژاد
شجونی در سال ۱۳۹۱ در پاسخ خبرنگاری که از او در مورد عملکرد هشت‌ساله دولت احمدی‌نژاد پرسید، گفت: «خداوکیلی من نفهمیدم این سوالات ریشه‌زنی، این سوالات نمی‌دانم زیر سؤال بردن، این سوالات شما چیه. شما خبرنگارها خیلی انگشت می‌کنید به بلاملاها. تو به این کارها چیکار داری. برو کارت رو بکن و پولت رو بگیر. اگر زن داری که برو به زندگیت برس اگر هم نداری برو بگیر. به همکارت هم گفتم بره شوهر کنه. برید پی زندگیتون. دنبال چی می‌گردین آخه شماها. مگه حتماً باید دربارهٔ همه چی سؤال بکنید شماها».

### انتخابات ریاست جمهوری ۹۲ و عملکرد روحانی
شجونی در سال ۱۳۹۳ در پاسخ به خبرنگار روزنامه اعتماد که از او در مورد انتخابات ریاست جمهوری سال ۹۲ پرسیده بود، گفت: «روحانی هم فقط رای نصف مردم را دارد و یک مشت زن بدحجاب به امید آنکه بی‌حجابی شود رفتند و به او رای دادند و پیشنهاد داد که حسن روحانی باید استعفا بدهد و به خانه برود و پس از او دوباره انتخابات آزاد برگزار می‌کنیم و یک آدم حسابی می‌آوریم». او همچنین حسن روحانی را به دلیل آنکه گفته بود بعد از۱۰۰ روز ارزانی می‌آید، اما نیامد به دروغ گویی متهم کرد.

## درگذشت
او در صبح روز یکشنبه ۱۶ آبان ۱۳۹۵ (۶ صفر ۱۴۳۸ قمری) در سن ۸۴ سالگی درحالی که در بیمارستان فیروزگر بستری بود بر اثر سکته قلبی درگذشت.